# Григор Ванеци (поэт)
Григор Ванеци (арм. Գրիգոր Վանեցի) — армянский поэт XVI—XVII веков.
Родом был из города Ван. Сохранились только две поэмы авторства Григора — «О, Бог мой, Создатель» (арм. «Է, իմ Արարիչ Աստուած») и «Духовное и иносказательное поучение о тележке» (арм. «Խրատ հոգեւոր եւ առակաւոր վասն սայլի»). Первая из них представляет собой наставление прожить эту короткую жизнь угождая Богу, чтобы не быть застанным врасплох во время Дня воздаяния. Во второй Ванеци акцентирует внимание на суете жизни и тщеславии людей. Это тщательно обработанное произведение привлекает своей драматичностью и одновременно беспечностью автора, содержит соблазнительные образы и пропитано атмосферой беспомощной ностальгии по жизни. Является одной из лучших поэм в армянской литературе этого периода.
Издание сочинений и биографических очерков
- А. Мнацаканян. Забытый поэт 16-17 вв. Григор Ванеци и его неизданные таги = ԺԶ–ԺԷ դդ. մոռացված բանաստեղծ Գրիգոր Վանեցին և նրա անտիպ տաղերը // ежемесячник «Эчмиадзин». — Вагаршапат, 1975. — № 10.